# Mirjam Müskens
Mirjam Johanna Henrica Müskens (Veghel, 24 de mayo de 1967) es una deportista neerlandesa que compitió en taekwondo.
Ganó una medalla de plata en el Campeonato Mundial de Taekwondo de 1999 y dos medallas de plata en el Campeonato Europeo de Taekwondo, en los años 1994 y 1996. Además, consiguió una medalla de bronce en los Juegos Mundiales de 1993.
Participó en los Juegos Olímpicos de Sídney 2000, ocupando el quinto lugar en la categoría de –67 kg.

## Palmarés internacional
| Campeonato Mundial | Campeonato Mundial   | Campeonato Mundial | Campeonato Mundial |
| Año                | Lugar                | Medalla            | Categoría          |
| ------------------ | -------------------- | ------------------ | ------------------ |
| 1999               | Edmonton (Canadá)    | Medalla de plata   | –67 kg             |
| Campeonato Europeo |                      |                    |                    |
| Año                | Lugar                | Medalla            | Categoría          |
| 1994               | Zagreb (Croacia)     | Medalla de plata   | –60 kg             |
| 1996               | Helsinki (Finlandia) | Medalla de plata   | –65 kg             |